# Keylogger

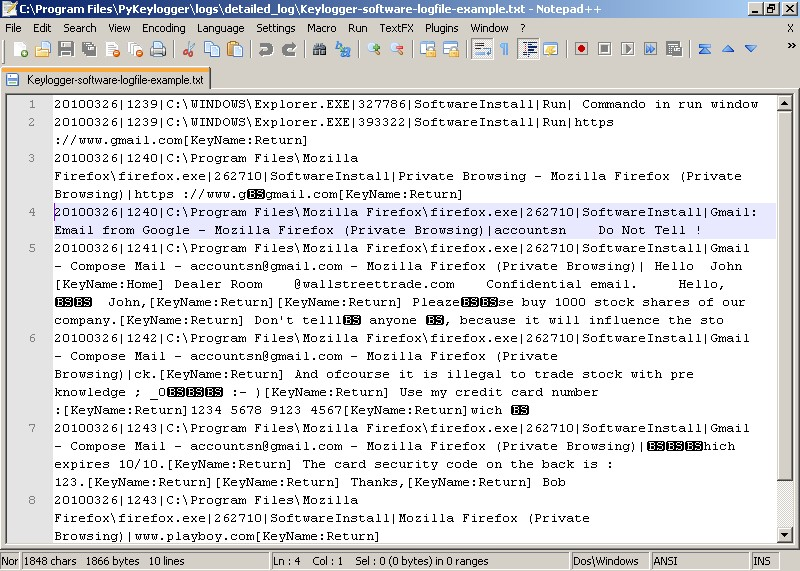
Keylogger

Keylogger-ul este un program sau un dispozitiv fizic cu ajutorul căruia se pot vizualiza toate caracterele care sunt introduse de către un dispozitiv. În general, acesta este folosit pentru a afla parole.
Există programe care scanează dispozitivul pentru a găsi eventuale infecții cu keylogger.

## Exemple de programe care scanează dispozitivul de eventuale infecții cu keylogger
- SpyShelter Free Anti-Keylogger[4][5]
- KeyScrambler[4]
- Zemana Anti-Keylogger Free[4][5]

## Exemple de keylogger
- Kidlogger[6][7]
- Shadow Kid's Key Logger[8]
- Spyrix Keylogger[6][7]

## Legături externe
- Key-logger Basics  Arhivat în 7 mai 2018, la Wayback Machine.CommonsWikimedia Commons conține materiale multimedia legate de Keylogger